# Sceloporus magister
Sceloporus magister (пустельна колюча ігуана) — вид ігуаноподібних ящірок родини фриносомових (Phrynosomatidae). Мешкає в Сполучених Штатах Америки і Мексиці.

## Підвиди
Виділяють чотири підвиди:

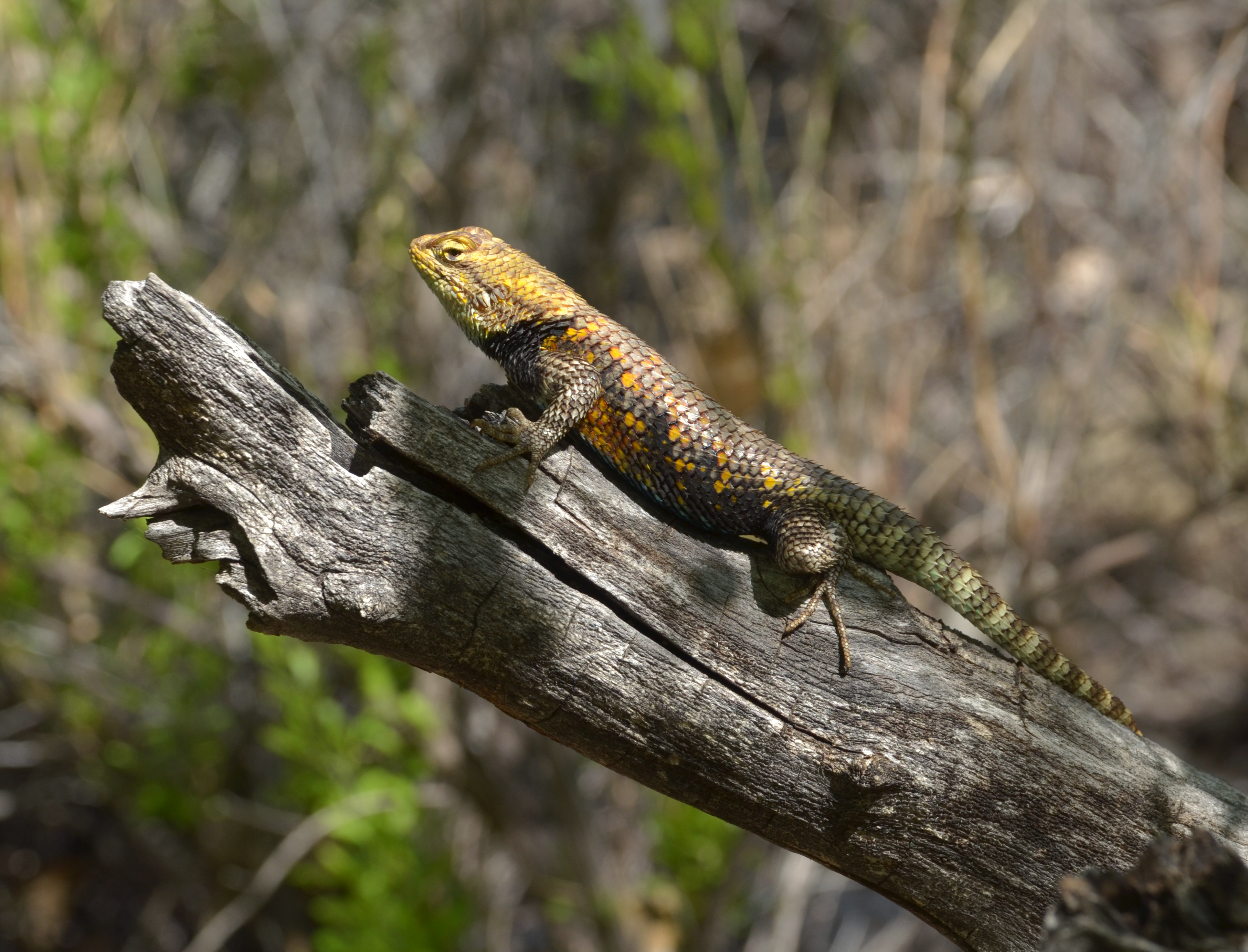
Пустельна колюча ігуана (національний парк Гранд-Каньйон, Аризона)

- Sceloporus magister cephaloflavus Tanner, 1955;
- Sceloporus magister magister Hallowell, 1854;
- Sceloporus magister montserratensis Van Denburgh & Slevin, 1921;
- Sceloporus magister transversus Phelan & Brattstrom, 1955.

## Поширення і екологія
Пустельні колючі ігуани поширені на південному заході США (на південному заході Каліфорнії, в південній Юті, південно-західному Колорадо, Аризоні і Нью-Мексико) та на півночі і північному заході Мексики (в Баха-Каліфорнії, Сонорі, Сіналоа, Коауїлі і Чіуауа). Вони живуть в пустелях Чіуауа і Сонора, в сухих чагарникових заростях і рідколіссях, на луках, порослих мескітовими деревами і юками, в ялівцевих і мескітових лісах в горах, в чагарникових заростях в арройо (балках) та в тополевих і вільхових заростях в долинах річок. Зустрічаються на деревах, на землі та серед каміння, на висоті до 1520 м над рівнем моря. Живляться комахами, зокрема мурахами і жуками, а також павуками, багатоніжками і дрібними ящірками. Відкладають яйця.